# Gennadij Vasil'evič Sarafanov
Gennadij Vasil'evič Sarafanov (Sinenkie, 1º gennaio 1942 – Mosca, 29 settembre 2005) è stato un cosmonauta sovietico.
Nato a Sinenkie nell'Oblast' di Saratov, divenne pilota dell'Aeronautica Militare Sovietica. Nel 1965 superò la selezione per diventare cosmonauta e nel 1974 effettuò il suo unico volo spaziale sulla Sojuz 15. Congedatosi dall'Aeronautica Militare con il grado di colonnello, lasciò il programma spaziale nel 1986 e divenne insegnante di tecnologia a Mosca. Morì a Mosca all'età di 63 anni.

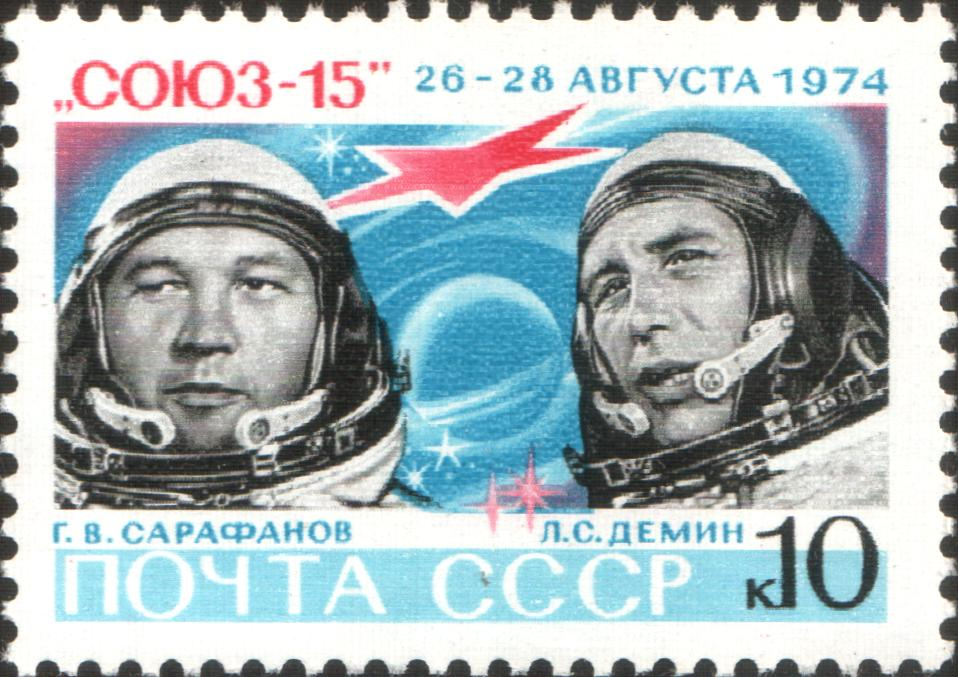
L'equipaggio della Soyuz 15 ritratto su un francobollo